# Édouard Nieuport

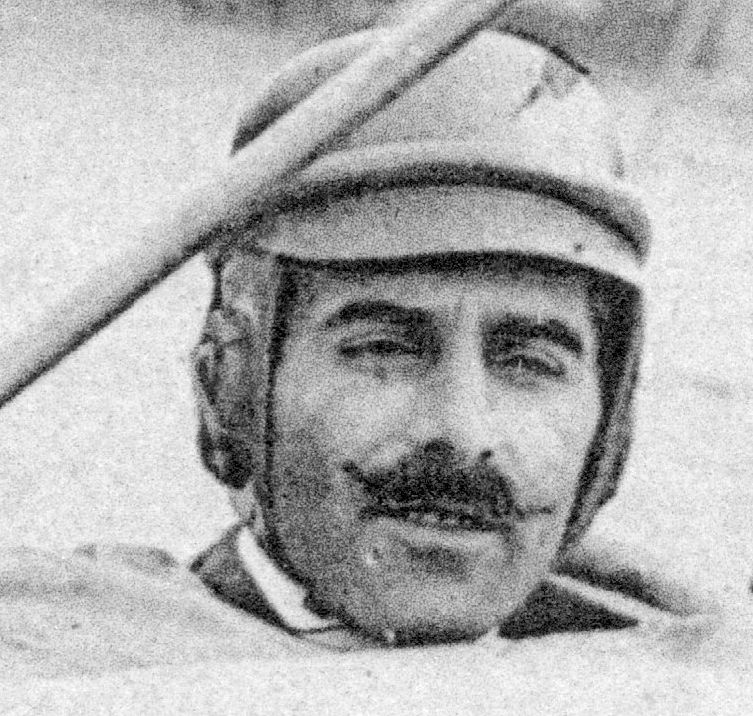
Édouard Nieuport a bordo de um de seus aviões.

Édouard de Nié Port, ou simplesmente Édouard Nieuport (✰ Blida, 24 de agosto de 1875;  ✝ Charny, 16 de setembro de 1911) foi um esportista, pioneiro da aviação e industrial francês.
Junto com seu irmão Charles, fundou a Société Anonyme Des Établissements Nieuport em 1909. Além de engenheiro e esportista, Édouard foi também um proeminente projetista e piloto de aviões no início da era da aviação, do final do século XIX ao início da Primeira Guerra Mundial em 1914.

## Histórico
Apaixonado pelo ciclismo, ele deixou de entrar para a École Polytechnique, preferindo a École Supérieure d'Électricité cujos alunos se destacavam nesse esporte. Ele figurou muitas vezes em importantes listas de prêmios ciclísticos, vencendo o Prix Zimmermann em 1897, logo se profissionalizou e no ano seguinte, se classificou em terceiro no campeonato francês.
Édouard, juntamente com o irmão Charles, fundou em 1902 a Nieuport-Duplex voltada para a fabricação de magnetos e baterias para o ramo automotivo. Entre os seus clintes estavam: a Citroën, Léon Levavasseur, que adotou a ignição Nieuport-Duplex nos seus motores aeronáuticos. O motor Antoinette que equipava o biplano Voisin que permitiu a Henry Farman realizar um voo de um quilômetro em circuito fechado em 1907, era acionado por uma Nieuport-Duplex, fato que surpreendeu Édouard.
Em 13 de janeiro de 1908, a Nieuport-Duplex foi reestruturada como  Société Générale d’Aéro-Locomotion (SGAL). Em 1909, Édouard comprou um biplano Voisin para aprender a voar e testar os acessórios elétricos que fabricava. Esse avião foi destruído em 18 de abril de 1910, quando pegou fogo durante o voo. Édouard sobreviveu milagrosamente. Com 35 anos na época e um passado esportivo, ele resolveu se dedicar aos aviões de competição. O primeiro produto da SGAL, foi um ultraleve monoplano, que atingiu a velocidade de 70 km/h com um motor de pouco menos de 20 hp, o Nieuport I.
Como piloto, ele estabeleceu o primeiro recorde de velocidade em 6 de março de 1911, com 101 km/h, pilotando um Nieuport II. Melhorou essa marca para 119.69 km/h em 11 de maio de 1911 em Mourmelon, com o mesmo avião, equipado com um motor de desenho próprio de 28 hp. Mais tarde naquele mesmo ano ele bateu mais uma vez seu próprio recorde com a velocidade de 133,14 km/h em 16 de junho.
Édouard Nieuport morreu depois de um acidente em voo em 16 de setembro de 1911 em Charny, França.

### Charles Nieuport
Seu irmão, Charles Nieuport, formalmente: Charles de Nié Port (✰ 04 de agosto de 1878;  ✝ 24 de janeiro de 1913), que trabalhou ao lado de Édouard durante anos, deu continuidade ao negócio. A fábrica de Issy-les-Moulineaux, que havia ficado pronta, assegurou a produção dos aviões encomendados depois da vitória na competição Weymann Reims, e vários foram exportados para: Rússia, Suécia, Grã-Bretanha e Itália, onde mais tarde a empresa Macchi iria produzi-los sob licença.
Menos apaixonado por aviação que seu irmão, Charles só obteve sua licença de piloto (No. 742), em 22 de janeiro de 1912. Mais uma vez, os sucessos em competições recompensaram os esforços da companhia: em 14 de dezembro de 1911, Gobé bateu o recorde de distância em circuito fechado, cobrindo 740 km em 8 horas e 16 minutos; em 1 de maio de 1912, Helen voando um Nieuport equipado com motor um Gnome de 70 hp venceu a Copa Deutsch a 119,35 km/h; Gabriel Espanet venceu o prêmio especial do circuito de Anjou em 17 de junho com um monoplano Nieuport equipado com flutuadores e Weymann ficou em quinto na competição de hidroaviões de Saint-Malo em agosto.
Porém, em 24 de janeiro de 1913, a companhia Nieuport sofreu um novo revés. Quando ele efetuava um voo de entrega de aviões para o exército em Étampes, o seu avião sofreu uma avaria nos controles que o fez cair matando Charles e seu mecânico Guyot, que o acompanhava. Henry de La Fresnaye assumiu a diretoria técnica da companhia, que mais uma vez teve sucesso nas competições: Em 10 de novembro de 1913, Bonnier e seu mecânico Barnier ligaram Paris ao Cairo através da Europa central (cerca de 5.400 km) em 41 dias num Nieuport com motor de Gnome 80 hp; em 28 de dezembro, Legagneux estabeleceu o recorde de altitude de 6.120 m no mesmo avião.
Em 1914, a Société anonyme des établissements Nieuport foi adquirida pelos empresários alemães da família Deutsch de la Meurthe. Que produziu sob a direção técnica de Gustave Delage, um conjunto extraordinário de aviões de caça sesquiplanos durante a Primeira Guerra Mundial, como o Nieuport 11, o Nieuport 17 e o Nieuport 28.